# That One Night: Live in Buenos Aires
That One Night: Live in Buenos Aires —en español: Esa única noche: En vivo en Buenos Aires— es un DVD en vivo del grupo musical norteamericano Megadeth. El concierto es una grabación de una presentación en Buenos Aires el 9 de octubre de 2005 en el marco del Pepsi Music de ese mismo año. Cuenta con un concierto en directo grabado en Buenos Aires el 9 de octubre de 2005 en el Estadio Obras Sanitarias al aire libre. También hay una grabación de Dave y Glen tocando unas cuantas canciones acústicas para algunos fanáticos en la plaza en frente del hotel donde se alojaba el grupo musical. Fue en este concierto que Dave Mustaine anunció que Megadeth continuaría existiendo luego del 2005.
Una versión de iTunes del álbum en vivo está disponible y esta versión incluye tres canciones que no aparecen en la versión en DVD («Skin o 'My Teeth», «Die Dead Enough» y «Angry Again»). No obstante hay cuatro canciones que continúan inéditas, puesto que no se han incluido ni en el CD ni en el DVD («The Scorpion», «Train of Consequences», «Of Mice and Men» y «Sweating Bullets»).
La versión en doble CD fue lanzada el 4 de septiembre de 2007, para que coincida con el lanzamiento del DVD. El mismo se agenció un certificado de oro por haberse vendido 50 mil unidades en USA. Este es el único álbum de Megadeth en el cual participa el bajista James MacDonough.

## Lista de canciones (CD)

### Disco 1
1. «Jet Intro»
2. «Blackmail the Universe»
3. «Set the World Afire»
4. «Skin o' My Teeth»
5. «Wake Up Dead»
6. «In My Darkest Hour»
7. «Die Dead Enough»
8. «She Wolf»
9. «Reckoning Day»
10. «A Tout Le Monde»
11. «Angry Again»

### Disco 2
1. «Hangar 18»
2. «Return to Hangar»
3. «I'll Be There»
4. «Tornado of Souls»
5. «Trust»
6. «Something That I'm Not»
7. «Kick the Chair»
8. «Coming Home»
9. «Symphony of Destruction»
10. «Peace Sells»
11. «Holy Wars... The Punishment Due»

### Canciones interpretadas en vivo que no aparecieron en la grabación
1. «The Scorpion»
2. «Train of Consequences»
3. «Sweating Bullets»
4. «Of Mice and Men»

## Formación
- Dave Mustaine: Voz, guitarra y guitarra acústica.
- Glen Drover: Guitarra, guitarra acústica y coros.
- James MacDonough: Bajo.
- Shawn Drover: Batería.

## Créditos de producción
- Gary Haber: Productor.
- Dave Mustaine: Productor de audio.
- Jeff Balding: Productor de audio y mezcla.
- John Dee: Productor.
- Michael Sarna: Productor y director.
- Shalini Waran: Productor.
- Kevin Gasser: Ejecutivo de producción.
- John Dee: Ejecutivo de producción.
- Dean Gonzalez: Editor.
- Michael Palmero: Editor.

## Listas de éxitos
| Año  | Listas                    | Posición |
| ---- | ------------------------- | -------- |
| 2007 | Australian ARIA DVD Chart | #6       |
| 2007 | Finnish DVD Chart         | #1       |